# ACTA2
L'ACTA2 (pour « actine alpha 2 ») est une gène codant pour la protéine α-SMA qui est l'une des isoforme de l'actine. Son gène est ACTA2 situé sur le chromosome 10 humain.

## En médecine
Les mutations du gène entraînent une prolifération des cellules musculaires lisses des vaisseaux sanguins, avec rétrécissement de la lumière de ce dernier, provoquant une atteinte vasculaire variable : anévrisme aortique avec un risque élevé de dissection aortique, maladie coronarienne survenant précocement, accident vasculaire-cérébral, maladie de moyamoya. Il peut exister d'autres atteintes musculaires : hypertension artérielle pulmonaire, vessie hypotonique, syndrome de Prune Belly avec manifestations cutanées.